# Filippa Angeldahl
Filippa Angeldahl, spesso citata anche con la grafia Angeldal (Uppsala, 14 luglio 1997), è una calciatrice svedese, centrocampista del Real Madrid e della nazionale svedese.

## Carriera

### Club
Angeldahl inizia la sua carriera nel Vaksala SK, società polisportiva con sede nella natia Uppsala, giocando nelle giovanili della sua sezione calcistica. Nel 2013 si trasferisce al Sirius, squadra iscritta all'Elitettan, secondo livello del campionato svedese femminile di calcio, marcando 13 presenze con una rete realizzata, condividendo con le compagne una stagione nella parte alta della classifica concludendolo al 3º posto.

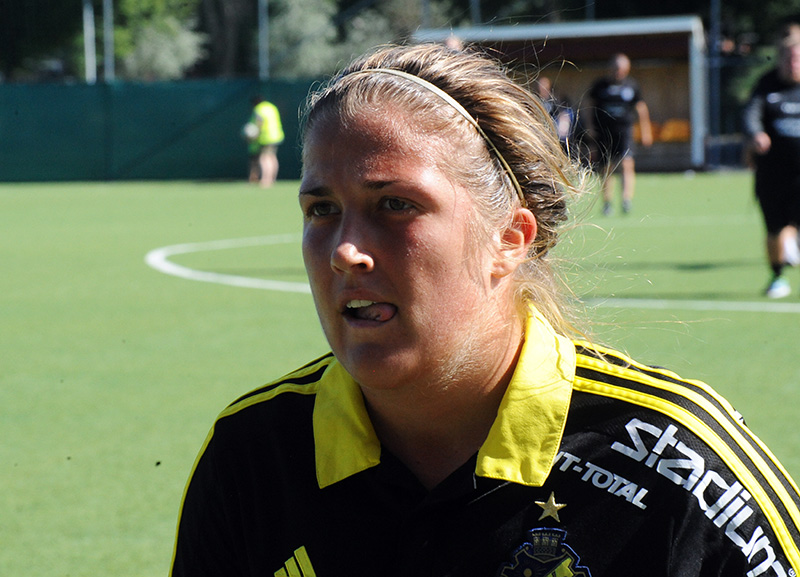
Angeldahl con la maglia dell' nel luglio 2014.

L'anno successivo sottoscrive un accordo con l'AIK, neopromossa in Damallsvenskan per il campionato entrante. Rimane legata alla società con sede a Solna per due difficili stagioni, la prima dove conclude al 10º posto, l'ultimo che le garantisce la salvezza, anche grazie al ritiro del Tyresö FF a metà campionato, mentre per la Damallsvenskan 2015 la squadra non riesce a trovare sufficiente competitività chiudendo al 12º e ultimo posto e, di conseguenza, retrocedendo nuovamente in Elitettan.
Nel gennaio 2016 Angeldahl formalizza il suo trasferimento sottoscrivendo un contratto annuale con l'Hammarby, rimanendo comunque in Elitettan per il campionato entrante Durante la sua prima stagione condivide con le compagne un campionato di vertice, concluso al 2º posto dietro al Limhamn Bunkeflo, risultato che garantisce la promozione in Damallsvenskan per il campionato entrante Prima dell'inizio della stagione 2017 decide di prolungare il suo contratto per un altro anno, stagione che si rivelerà piena di soddisfazioni personali, venendo premiata come Mest värdefulla spelaren i Damallsvenskan (giocatrice più preziosa della Damallsvenskan) all'edizione 2017 del Fotbollsgalan e nominata nell'Årets genombrott, premio poi andato a Tove Almqvist. la squadra si rivela la migliore neopromossa della stagione, riuscendo a giocare un campionato di mezza classifica concludendo a fine campionato il 7º posto e ottenendo un'agevole salvezza.
Nel dicembre 2017 lascia la società per trasferirsi alle neocampionesse del Linköping. Angeldahl debutta con la nuova maglia nella prima partita ufficiale della stagione, segnando anche il suo primo gol per il club, il 10 febbraio 2018, nella vittoria per 3-0 sul Limhamn Bunkeflo della fase a gironi della Coppa di Svezia. In Damallsvenskan 2018 la squadra ha una flessione rispetto alle due precedenti stagioni, concludendo al 5º posto il campionato, mentre in ambito internazionale ottiene il lusinghiero accesso ai quarti di finale di UEFA Women's Champions League 2017-2018 prima di venire eliminata dalle inglesi del Manchester City. In questa occasione Angeldahl ha quindi l'occasione di debuttare nella Champions femminile giocando entrambi gli incontri, di andata e di ritorno, ripetendosi nella stagione successiva dove matura altre 4 presenze, ai sedicesimi di finale, dove la sua squadra supera agevolmente le ucraine del Žytlobud-1 Charkiv, e agli ottavi di finale dove viene eliminata dalle francesi del Paris Saint-Germain.
Il 6 novembre 2019 Angeldahl viene acquistata dal Kopparbergs/Göteborg, con il quale firma un contratto biennale. Fa il suo debutto in campionato il 28 giugno, nell'incontro vinto per 5-1 sulle avversarie del Kristianstads DFF, mentre sigla la sua prima rete, quella che al 52' apre le marcature nella vittoria per 3-0 sul Djurgården, il 13 settembre, alla 15ª giornata di campionato. Al termine della sua prima stagione nella nazione scandinava matura 21 presenze in Damallsvenskan e festeggia con le compagne il titolo di Campione di Svezia.
La stagione successiva resta legata alla società che, dopo aver preso inizialmente la decisione di sciogliere la prima squadra, prima ritorna sui suoi passi e prima dell'inizio della stagione si accorda con il Bollklubben Häcken per diventarne la sezione femminile. Angeldahl è tra le giocatrici che entrano in rosa con la nuova squadra, che con i nuovi colori rileva il Kopparbergs/Göteborg nell'edizione 2020-2021 della Coppa di Svezia aggiudicandosi il trofeo battendo in finale l'Eskilstuna United con il risultato di 3-0.
A inizio settembre 2021 ha lasciato l'Häcken e si è trasferita in Inghilterra al Manchester City. In Inghilterra rimane tre anni, fino all'estate 2024, riuscendo con il club di Manchester a conquistare la FA Women's League Cup al termine della stagione 2021-2022.
Il 1º luglio 2024, viene annunciato il suo trasferimento al Real Madrid, nella massima serie spagnola.

### Nazionale
Angeldahl viene convocata per la prima volta dalla Federcalcio svedese nel 2012, inserita in rosa con la formazione under 15 che il 18 e 20 settembre disputa la doppia amichevole con le pari età della Norvegia, mettendosi in luce nella seconda dove segna una doppietta nella vittoria per 4-1.
L'anno successivo è convocata nella under 17 che affronta, nel gruppo 4, la seconda fase delle qualificazioni all'Europeo 2013 di categoria e dove con la sua rete siglata alla Rep. Ceca, che porta alla vittoria sulle avversarie per 2-1, è determinante per la conquista del primo posto nel girone e per l'accesso alla fase finale del torneo UEFA. Rimasta in rosa con la squadra in partenza per la Svizzera, dove si gioca l'ultimo dei sei tornei consecutivi giocati al Centre sportif de Colovray di Nyon, è nuovamente determinante siglando la rete dagli 11 metri dopo che in semifinale la sua nazionale pareggia 2-2 l'incontro con la Spagna e condivide con le compagne la successiva sconfitta per 1-0 con la squadra rivelazione del torneo, la Polonia, alla sua prima vittoria continentale. Convocata per la successiva fase di qualificazione all'Europeo di Inghilterra 2014, va nuovamente a segno nella prima fase, siglando il primo nella vittoria per 8-0 su Israele e il successivo nella vittoria per 3-1 sulla Serbia. Scende in campo in tutti i sei incontri delle due fasi fino a quello del 17 ottobre 2013 che con la vittoria della Francia per 1-0 nega alle svedesi l'accesso alla fase finale del torneo. Questo è anche l'ultimo incontro di Angeldahl in U-17.
A inizio 2014 viene selezionata dal tecnico Calle Barrling per la formazione under 19 invitata al torneo di La Manga, debuttando, da titolare, il 10 marzo nel secondo dei tre incontri in programma, l'unico vinto sulla Scozia per 1-0 e giocando il secondo tempo nella successiva sconfitta di misura con l'Irlanda. Un mese più tardi arriva anche il debutto in una competizione ufficiale UEFA, rilevando Lotta Ökvist all'85' nella vittoria per 2-1 sulle pari età della Polonia durante la fase élite di qualificazione all'Europeo di Norvegia 2014. Pur rimanendo in panchina nelle altre due partite della fase, dopo un ulteriore test in amichevole viene inserita nella rosa delle giocatrici che hanno ottenuto l'accesso alla fase finale, giocando, partendo da riserva, scampoli di partita in ognuno dei tre incontri giocati dalla sua nazionale nel gruppo B della fase a gironi prima di essere eliminata dal torneo. In quello stesso anno alterna presenze nelle amichevoli con la maglia dell'under 18 e, questa volta da titolare, nelle iniziali fasi di qualificazione al successivo Europeo di Israele 2015, condividendo con le compagne il ritorno alla fase finale della manifestazione. Rispetto l'edizione precedente, la sua nazionale si rivela in grado di proseguire il percorso verso la conquista del sue terzo titolo di categoria, dopo aver concluso al secondo posto il gruppo A della fase a gironi, aver superato i rigori la Germania in semifinale e la Spagna, con il risultato di 3-1, nella finale del 27 luglio allo stadio Natanya.
Il risultato consente anche alla federazione svedese l'accesso al Mondiale di Papua Nuova Guinea 2016 con una formazione under 20. Affidata anche questa a Barrling, il tecnico, dopo aver impiegato Angeldah tra il 2015 e l'anno successivo in amichevoli preparatorie, dove va anche a segno, il 20 ottobre 2016, nella vittoria per 2-1 sulle pari età della Norvegia, la inserisce in rosa per il torneo oceaniano, scendendo in campo in tutti i tre incontri della fase a gironi, il primo perso 2-0 con la Corea del Nord, il secondo vittorioso per 6-0 sulle organizzatrici della Papua Nuova Guinea e il terzo, pareggiato 1-1 in rimonta dal Brasile, risultato che le costa l'eliminazione dal suo secondo Mondiale di categoria dopo quello di Germania 2010.
Dal 2017 al 2019 veste in 23 occasioni la maglia della under 23, disputando il torneo amichevole 4 nazioni per formazioni di categoria in Svezia (2017), Norvegia (2018) e Inghilterra (2019), marcando complessivamente 4 reti.
Nel frattempo il Commissario tecnico Peter Gerhardsson la convoca per la prima volta nella nazionale maggiore, inserendola nella rosa della squadra impegnata nell'edizione 2018 dell'Algarve Cup, dove debutta, rilevando al 60' Kosovare Asllani, nel secondo incontro del gruppo B pareggiato 1-1 con la Corea del Sud e andando a segno per la prima volta con questa maglia aprendo le marcature al 31' nella successiva vittoria per 3-0 con la Russia. Il risultato avrebbe dovuto decidere la conquista del titolo nella finale con le campionesse d'Europa dei Paesi Bassi, tuttavia venne cancellata a causa della forte pioggia e delle avverse condizioni meteorologiche, concedendo a entrambe le squadre la vittoria del torneo
Tra il 2018 e il 2019 Gerhardsson la convoca sporadicamente, facendo ritorno alla nazionale maggiore solo nel 2020, inserendola in rosa con la squadra che disputa l'Algarve Cup 2020, dove scende in campo in due dei tre incontri disputati dalla sua nazionale, che conclude il torneo con un deludente 7º posto, e nel corso delle qualificazioni, gruppo F, all'Europeo di Inghilterra 2022 facendo il suo debutto in un torneo ufficiale UEFA il 1º dicembre 2020, aprendo le marcature e segnando poi una doppietta nell'ultima partita del girone vinta per 6-0 sull'Slovacchia, incontro che conferma l'accesso della Svezia alla dodicesima fase finale del torneo continentale. Soddisfatto delle sue prestazioni il ct svedese decide di inserirla nella lista delle 18 titolari della squadra che affronta, nell'estate 2021, il torneo di calcio femminile delle Olimpiadi di Tokyo 2020.

## Palmarès

### Club
- Campionato svedese: 1

Kopparbergs/Göteborg: 2020
- Campionato svedese di seconda divisione: 1

Hammarby: 2016
- Coppa di Svezia: 1

Häcken: 2020-2021
- FA Women's League Cup: 1

Manchester City: 2021-2022

### Nazionale
- Campionato d'Europa under 19: 1

2015
- Algarve Cup: 1

2018 (condiviso con i Paesi Bassi)
- Argento olimpico: 1

Tokyo 2020

### Annotazioni
1. ↑  Benché la maggior parte delle fonti on line preferiscano Angeldal, tra cui la UEFA, per convenzione si preferisce utilizzare le fonti in lingua svedese e degli organi federali che riportano Angeldahl.

### Fonti
1. 1 2  (SV) 16. Filippa Angeldahl, su aikfotboll.se. URL consultato il 30 giugno 2021 (archiviato dall'url originale il 4 luglio 2015).
2. ↑  (SV) Filippa Angeldal till Hammarby, su aikfotboll.se, 6 gennaio 2016. URL consultato il 30 giugno 2021 (archiviato dall'url originale l'8 giugno 2017).
3. 1 2  (SV) Filippa Angeldahl lämnar Hammarby, su hammarbyfotboll.se, 13 febbraio 2018. URL consultato il 30 giugno 2021 (archiviato dall'url originale il 18 aprile 2021).
4. ↑  (SV) Resultat 2016, su svenskfotboll.se.
5. ↑  (SV) Angeldahl förlänger med Hammarby, su hammarbyfotboll.se, 13 febbraio 2018. URL consultato il 30 giugno 2021 (archiviato dall'url originale l'11 luglio 2021).
6. ↑  (SV) Linköping värvar Årets MVP från Hammarby, su fotbollskanalen.se, 14 dicembre 2017. URL consultato il 30 giugno 2021.
7. ↑  (SV) Angeldahls kanon bakom segern, su corren.se, 10 febbraio 2018. URL consultato il 30 giugno 2021 (archiviato dall'url originale il 10 luglio 2021).
8. ↑  (SV) Filippa Angeldahl klar för KGFC, su goteborgfc.se, 6 novembre 2019. URL consultato il 30 giugno 2021.
9. ↑  Filippa Angeldahl, su it.soccerway.com.
10. ↑  (EN) Filippa Angeldahl joins Manchester City on a two-year deal, 2 settembre 2021. URL consultato il 5 settembre 2021.
11. ↑  (EN) Angeldahl signs for Real Madrid, su realmadrid.com, 1º luglio 2024. URL consultato il 2 luglio 2024.
12. 1 2 3 4 5 6  Filippa Angeldahl, su svenskfotboll.se.
13. ↑  (SV) En debutant i truppen till Algarve, su sverigesradio.se, 13 febbraio 2018. URL consultato il 30 giugno 2021.
14. ↑  (NL) Finale Algarve Cup tussen Oranjevrouwen en Zweden afgelast, su nu.nl. URL consultato il 7 marzo 2018.
15. ↑  (EN) Algarve_Cup, UPDATE: The match between the Netherlands and Sweden has been cancelled due to heavy rain. As a result, both teams will be awarded 1st place (Tweet), su X, 7 marzo 2018.
16. ↑  (SV) Truppen till OS i Japan, 29 giugno 2021. URL consultato il 29 giugno 2021.